# Pandava

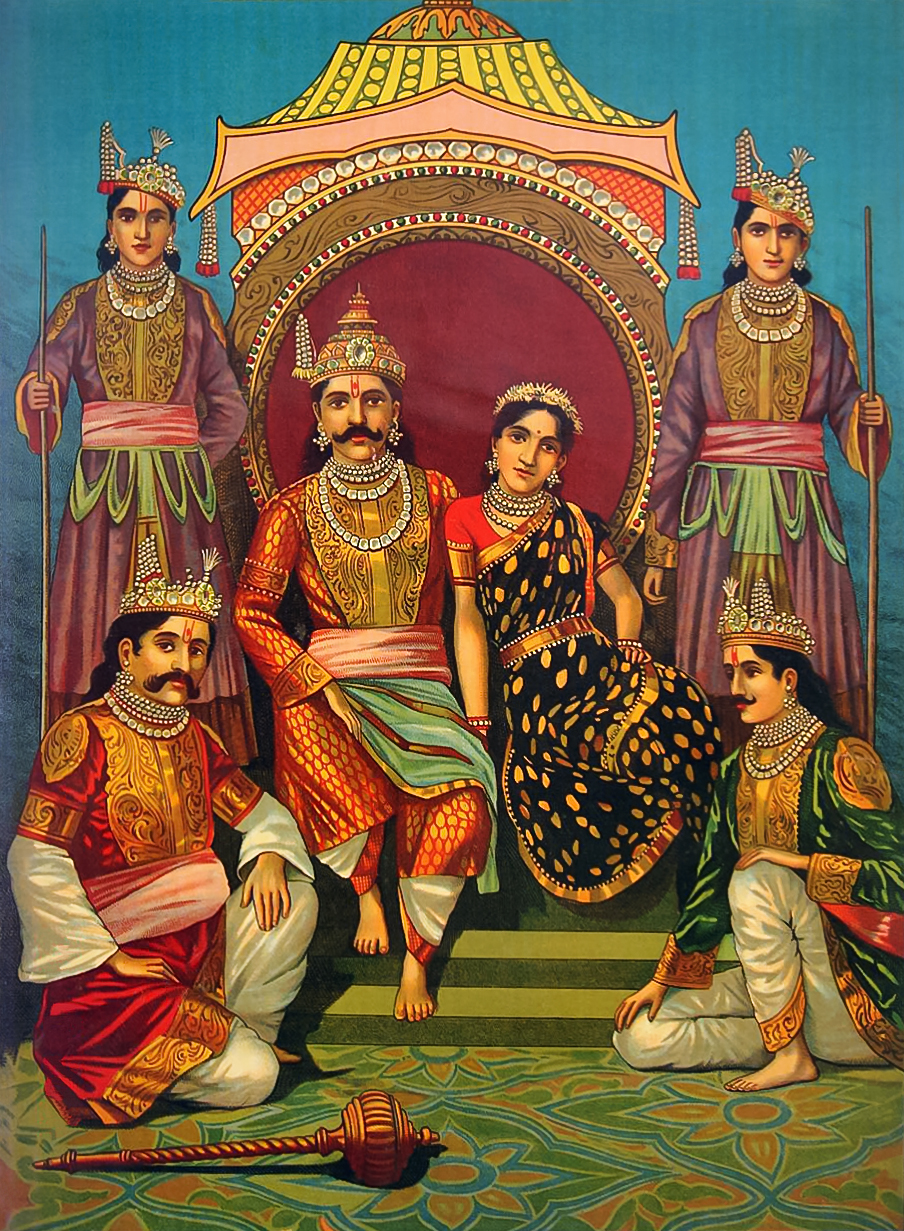
Draupadi e os Pandavas

No Mahabharata, um texto épico do hinduísmo, Pandava (também Pandawa) são os cinco filhos reconhecidos de Pandu (filho de Ambalika), de suas duas esposas Kunti e Madri. Seus nomes são Iudistira, Bhima, Arjuna, Nakula e Sahadeva. Todos os cinco irmãos se casaram com a mesma mulher, Draupadi. (Cada irmão também tinha várias outras mulheres.)
Juntos, os irmãos lutaram e prevaleceram em uma grande guerra contra os seus primos, os Kauravas, que veio a ser conhecida como a Guerra de Kurukshetra.
No entanto, pode-se dizer que havia seis pandavas em vez de cinco. O mais velho, Karna, que foi abandonado por sua mãe, Kunti, antes de seu casamento. 